# Ananeotiko Dimokratiko Sozialistiko Kinima
Ananeotiko Dimokratiko Sozialistiko Kinima (griechisch Ανανεωτικό Δημοκρατικό Σοσιαλιστικό Κίνημα ‚Erneuernde demokratische sozialistische Bewegung‘, abgekürzt ADISOK / Α.ΔΗ.ΣΟ.Κ.) war eine politische Partei in der Republik Zypern, die 1990 von Mitgliedern der Ananeotikis Pterygas der AKEL gegründet wurde.

## Geschichte
Die Ananeotiko Dimokratiko Sozialistiko Kinima wurde am 29. April 1990 gegründet, als mehrere Mitglieder der AKEL, darunter fünf Abgeordnete (Papapetrou, Ziatides, Fandis, D. Konstantinou und Pavlos Dinglis), aus der Partei austraten. Der Austritt erfolgte aufgrund ihrer scharfen Kritik an der Politik der AKEL.
Zum Vorsitzenden der neuen Bewegung wurde Pavlos Dinglis gewählt, während Michalis Papapetrou als stellvertretender Vorsitzender fungierte.
Bei den Parlamentswahlen 1991 erreichte die Partei 2,40 % der Stimmen, konnte jedoch keinen Sitz im Repräsentantenhaus gewinnen.
Auch bei den Wahlen 1996 konnte das Kínima unter der Führung von Michalis Papapetrou keine Erfolge verzeichnen. Es erhielt 5311 Stimmen (1,44 %) und blieb erneut ohne Mandat.
Im gleichen Jahr, 1996, fusionierte die Partei mit der Enomeni Dimokrates.